# Biełyje Bieriega (obwód briański)
Biełyje Bieriega (ros. Белые Берега) – osiedle typu miejskiego w Rosji, w obwodzie briańskim, w okręgu miejskim Briańska. W 2010 liczyło 9642 mieszkańców.